# Vatasi to Dorikamu: Dreams Come True 25th Anniversary Best Covers
A Vatasi to Dorikamu: Dreams Come True 25th Anniversary Best Covers (私とドリカム -DREAMS COME TRUE 25th ANNIVERSARY BEST COVERS-) egy Dreams Come True tribute-album, amely 2014. március 26-án jelent meg az Epic Records Japan kiadó gondozásában.

## Számlista
| 1.    | Uresii! Tanosii! Daiszuki! (うれしい! たのしい! 大好き!) (az 1989-ben megjelent harmadik, Uresi hazukasi aszagaeri című kislemezről) | E-Girls        | 4:03 |
| 2.    | Mirai joszozu II (未来予想図II) (az 1989-ben megjelent második, Love Goes On… című albumról)                                         | Ikimono-gakari | 7:24 |
| 3.    | Love Love Love (az 1995-ben megjelent tizennyolcadik, Love Love Love/Arasi gakuru című kislemezről)                                  | Miwa           | 3:45 |
| 4.    | Kesszen va kinjóbi (決戦は金曜日) (az 1992-ben megjelent tizenegyedik, Kesszen va kinjóbi/Taijó ga miteru című kislemezről)          | HY             | 4:21 |
| 5.    | Szuki (すき) (az 1994-ben megjelent tizenhatodik, Szuki/Kizuite jo című kislemezről)                                                 | Juju           | 3:41 |
| 6.    | Romance (az 1995-ben megjelent tizenkilencedik, Romance/Ie e kaero című kislemezről)                                                 | Ócuka Ai       | 4:50 |
| 7.    | Oszaka Lover (大阪LOVER) (a 2007-ben megjelent harmincnyolcadik, Oszaka Lover című kislemezről)                                      | Scandal        | 4:42 |
| 8.    | Egao no jukue (笑顔の行方) (az 1990-ben megjelent ötödik, Egao no jukue című kislemezről)                                            | Mizuki Nana    | 3:32 |
| 9.    | Winter Song (az 1994-ben megjelent tizennegyedik, Winter Song című kislemezről)                                                      | Ms. Ooja       | 3:55 |
| 10.   | Jaszasii Kiss vo site (やさしいキスをして) (a 2004-ben megjelent harmincegyedik, Jaszasii Kiss vo site című kislemezről)             | Nakasima Mika  | 4:00 |
| 11.   | It’s So Delicious (az 1995-ben megjelent hetedik, Delicious című albumról)                                                           | Kóda Kumi      | 3:35 |
| 12.   | Thank You (サンキュ.) (az 1995-ben megjelent tizenhetedik, Thank You című kislemezről)                                               | Beni           | 3:32 |
| 13.   | Nando demo (何度でも) (a 2005-ben megjelent harmincötödik, Nando demo című kislemezről)                                              | Flower         | 3:42 |
| 55:07 | |                |      |